# Iglesia Presbiteriana de Fort Street
La iglesia Presbiteriana de Fort Street está ubicada en 631 West Fort Street en Detroit, la ciudad más poblada del estado de Míchigan (Estados Unidos). Fue construida en 1855 y completamente reconstruida en 1877. Fue incluida en el Registro Nacional de Lugares Históricos y designada Sitio Histórico del Estado de Míchigan en 1971. Su campanario mide 81 m, lo que la convierte en una de las iglesias más altas de los Estados Unidos. 

## Construcción y reconstrucción
En 1852, Albert Jordan y su hermano Octavius llegaron a Detroit desde Hartford, Connecticut, y pronto se establecieron entre los principales arquitectos de la ciudad. A mediados de la década de 1850, a pesar de una membresía de sólo 167 personas, la segunda congregación presbiteriana contrató a los Jordan para diseñar una iglesia nueva y más grande. La ubicación que eligió la congregación fue en Fort Street, al oeste del centro de la ciudad; En ese momento, el área era un distrito residencial popular y hogar de muchos ciudadanos prominentes que también eran miembros de la congregación, como Russell A. Alger, James F. Joy (el padre de Henry B. Joy), Theodore S. Buhl, Henry D. Shelden y Zachariah Chandler. Después de la mudanza, la congregación cambió su nombre a Fort Street Presbyterian Church.
La iglesia original se completó en 1855 a un costo de 70.000 dólares. El costo de la construcción impidió que la congregación terminara completamente el interior hasta 15 años después, cuando instaló la galería y los bancos de acuerdo con el diseño original.
Sin embargo, el edificio fue destruido por un incendio en 1876, demoliendo por completo el interior, destruyendo el techo y haciendo que la aguja se estrellara contra Fort Street. Fue reconstruida de acuerdo con los planos arquitectónicos originales el año siguiente y se completó el 10 de junio de 1877. Desde ese año y hasta 1909 fue el edificio más alto de Detroit, y esto a pesar de que en la ciudad se construyeron algunos de los primeros rascacielos. 
Otro gran incendio en 1914 volvió a destruir el techo, pero fue reconstruida nuevamente, y permanece como había sido diseñada por los hermanos Jordan a mediados de la década de 1850. Una vez completada, gracias a su campanario a 81 m se clasificó como el edificio más alto de la ciudad y el estado desde 1877 hasta 1909, y se encuentra entre las iglesias más altas de los Estados Unidos.

## Arquitectura
La estructura tiene un estilo neogótico con detalles ornamentales construida con sillar de piedra caliza de Malden, Ontario. La fachada tiene una torre cuadrada de 81 m de altura con una aguja en un lado y una torre octogonal más corta (inspirada en la Capilla del King's College en Cambridge) en el otro. Una vidriera central ilumina el santuario. Hay siete bahías a lo largo del costado de la iglesia con arbotantes, remates de crochet, mampostería de encaje y ventanas altas, diseñadas para dar la impresión de ligereza.
El interior del santuario cuenta con una nave de tres pasillos y un balcón en forma de herradura con capacidad para casi 1.000 personas. Los bancos son de nogal negro tallado a mano y la pila bautismal está construida con piedra de Caen, sostenida por columnas de ónix importadas de México. Los azulejos que salpican el suelo de piedra son las primeras obras de Mary Chase Perry Stratton, fundadora de Pewabic Pottery. El atril de latón macizo, en forma de águila, se exhibió en la Exposición Mundial Colombina de 1893 en Chicago.
El órgano fue construido en 1914 por Wangerian-Weickhardt y contiene 3253 tubos que varían en longitud de 1/4 de pulgada a 16 pies. Incorpora una pequeña porción del órgano original de 1855.

### Importancia
Este templo muestra es paso importante en el surgimiento de la arquitectura historicista en los Estados Unidos del siglo XIX. Durante este periodo sus arquitectos importaron y reinterpretaron el estilo del neogótico inglés, basado en los detalles visualmente exuberantes de las catedrales medievales. Así, copiaron los elementos góticos y los combinaron con planos de construcción sencillos para crear un estilo arquitectónico estadounidense conocido como gótico victoriano. Los hermanos Jordan se adhirieron a esta ética y su Iglesia de Fort Street, además de ser una de las más antiguas de Míchigan, es un ejemplo destacado de ese estilo. Se ha mantenido esencialmente sin cambios a pesar de los incendios de 1877 y 1914.

## sigloXX
A principios del siglo XX, la iglesia comenzó a centrarse más en programas de servicio social, a medida que las personas de ingresos más modestos se mudaron al área circundante, anteriormente aristocrática. En 1908, James Joy donó una propiedad contigua y Oren Scotten dio 50 000 dólares para pagar la construcción de la Casa de la Iglesia. Esto permitió al templo ministrar a los feligreses más nuevos, y la iglesia utilizó el gimnasio en la Casa de la Iglesia como una especie de "club de salud", inscribiendo a hombres, mujeres y niños en clases de gimnasia. La iglesia también patrocinó una de las primeras tropas de Boy Scouts al oeste de las Alleghenies.
La membresía creció de manera constante en medio de la Gran Depresión; sin embargo, la membresía, los ingresos y la asistencia cayeron después. A principios de la década de 1940, estaban en marcha planes para cerrar la costosa iglesia y quizás juntarse con otras congregaciones para abrir una iglesia combinada en otro lugar de la ciudad. Sin embargo, intervino la Segunda Guerra Mundial. Durante esta, la iglesia convirtió el gimnasio de Church House en un dormitorio para los militares que llegaban a Fort Street Union Depot, ubicado al otro lado de Third Street. Al final de la guerra, había proporcionado alojamiento temporal para 60 000 hombres. La estación Fort Street Union Depot se elevaba del otro lado de la Tercera Avenida hasta 1974, cuando fue demolida.

## Galería

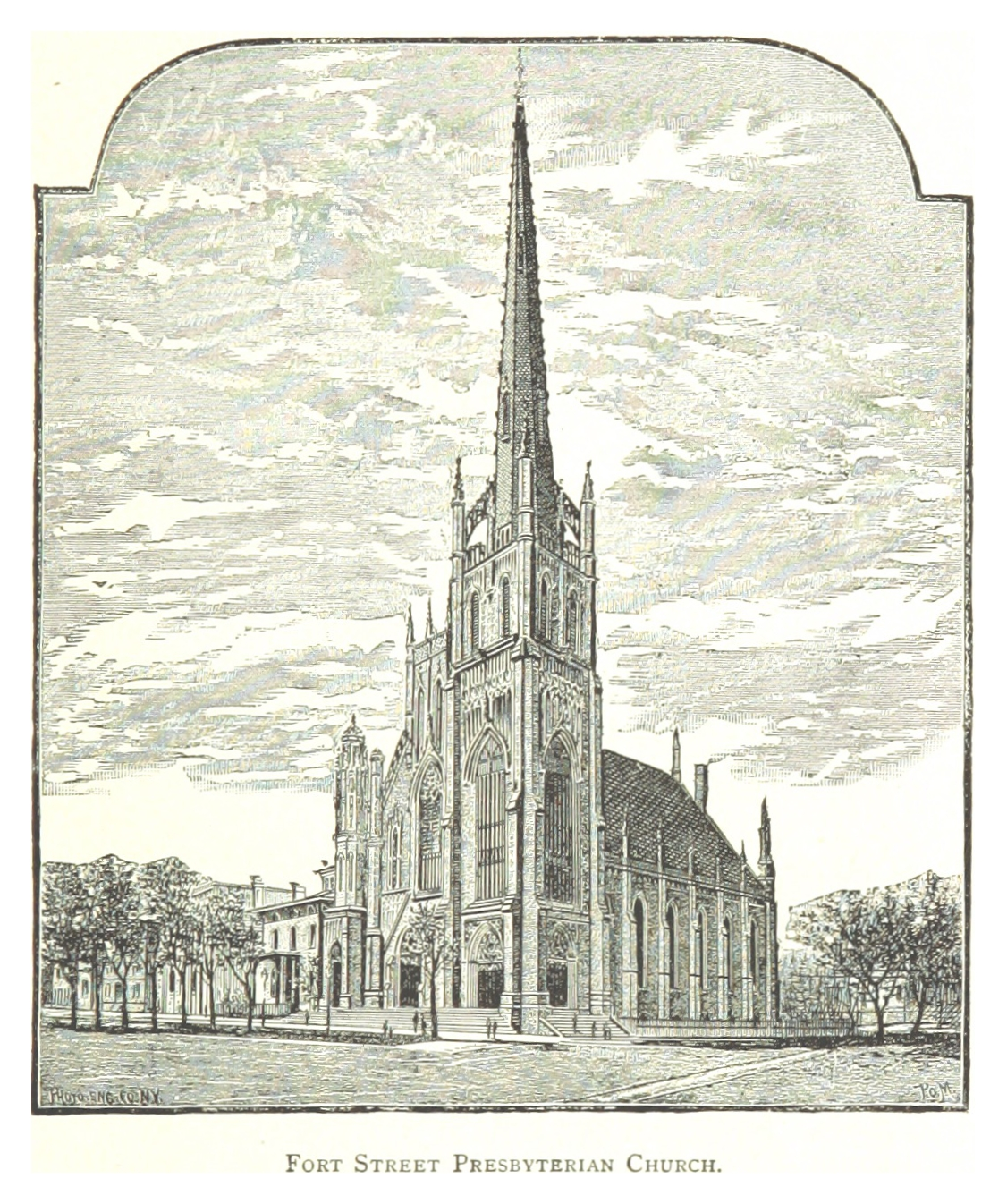
El templo en 1884
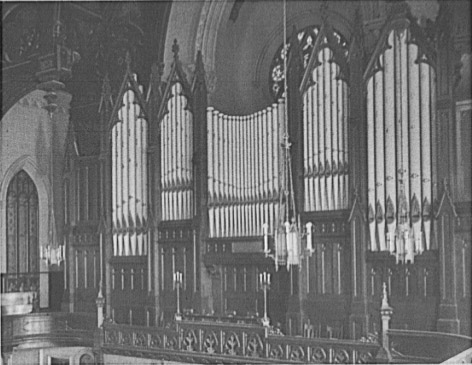
El órgano en los años 1900
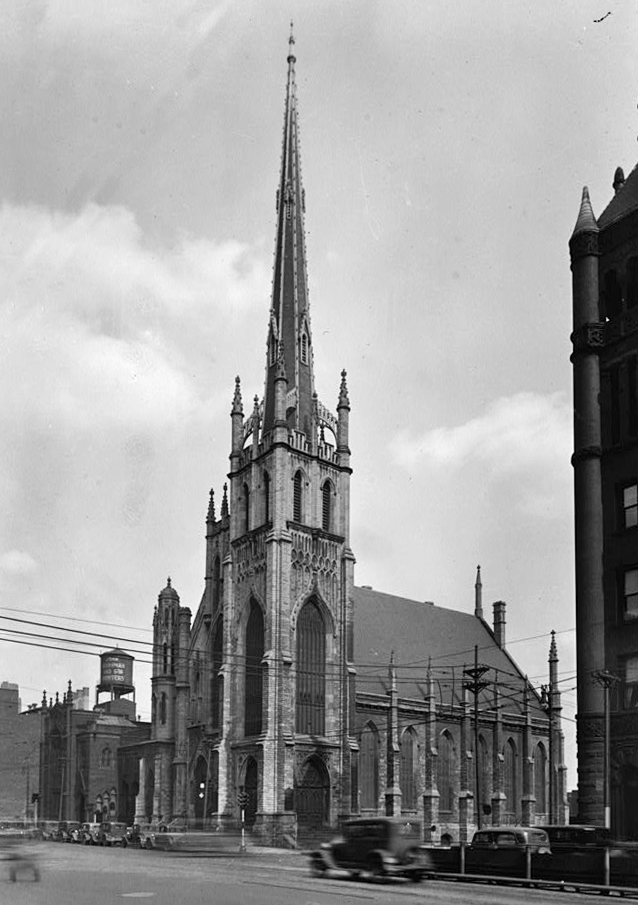
La iglesia en 1934
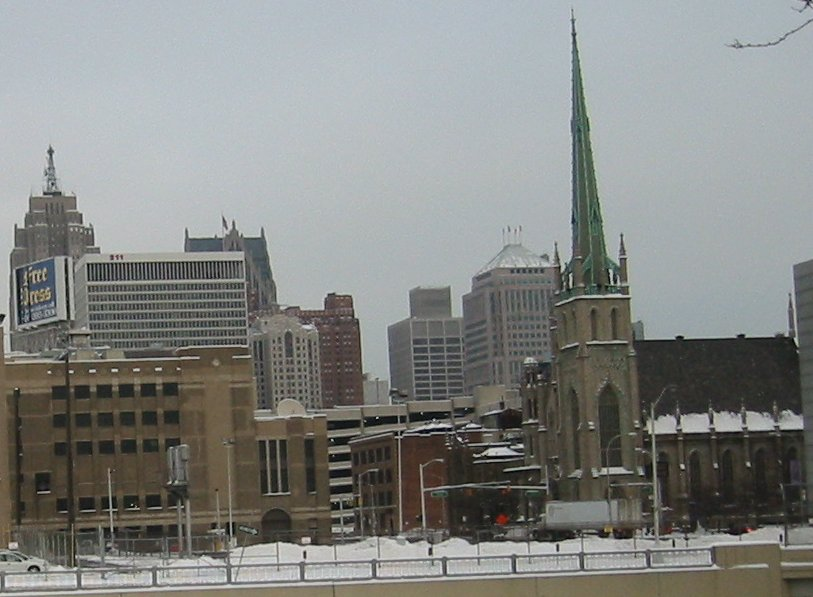
La iglesia en el skyline de Detroit
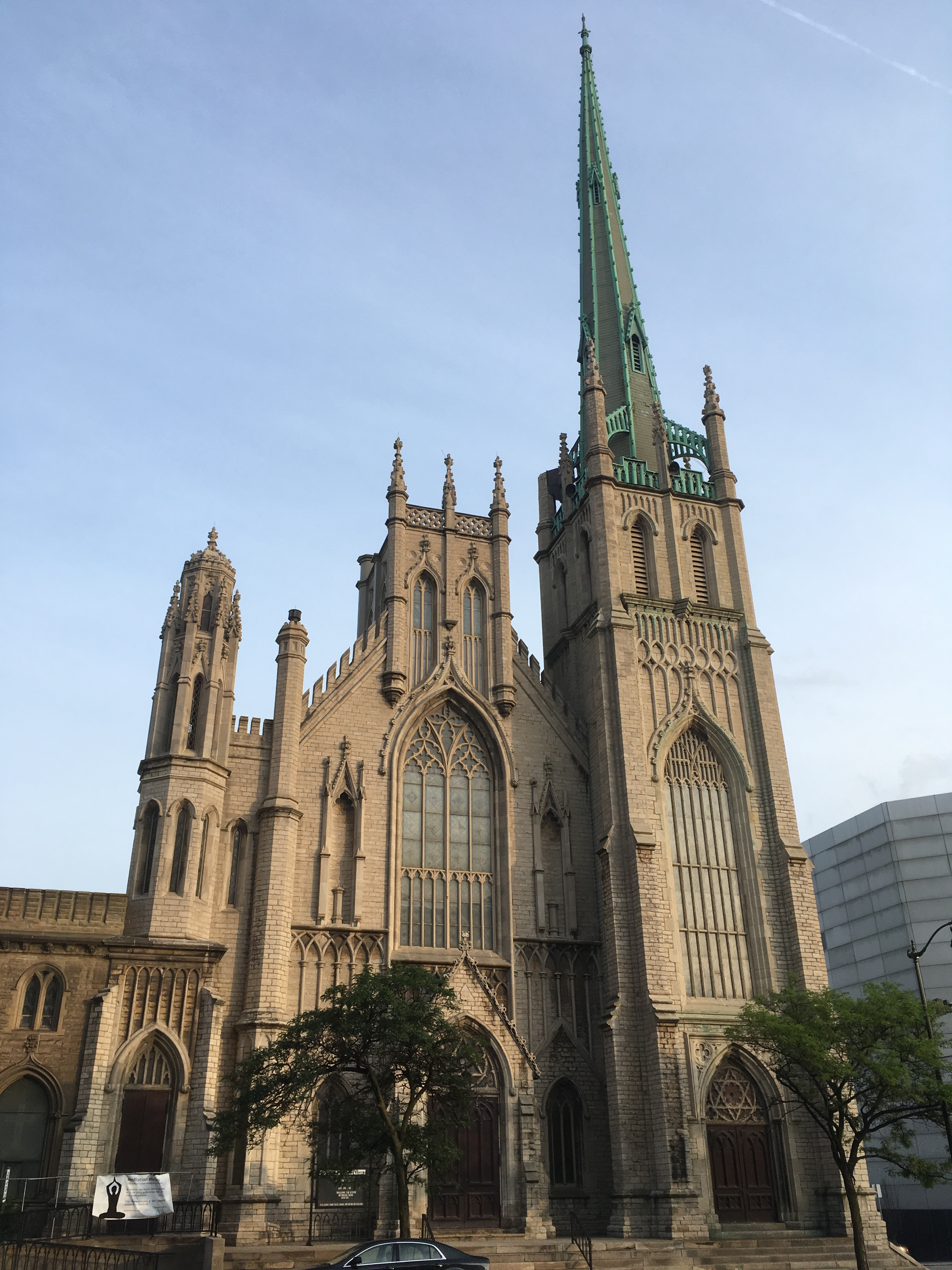
Fachada